# Преследование ассирийцев «Исламским государством»
Преследование ассирийцев началось после захвата ИГ северного Ирака в июне 2014 года, и продолжалось до 2017 года.

## Предыстория
Преследование христиан в Ираке радикальными исламистами началось сразу после американского вторжения в Ирак. По оценкам проживающих в Ираке ассирийцев, в период между 2003 и 2011 годами более двух третей ассирийцев, проживающих на территории Ирака, были вынуждены выехать из страны или не по своей воле сменить место жительства. В период после августа 2014 года в результате преследования со стороны ИГ около одной четверти проживавших на тот момент в Ираке ассирийцев были вынуждены бежать в Турцию или на территорию Иракского Курдистана.

## Хронология

### Захват Мосула
Захватив Мосул, боевики ИГ потребовали от проживающих там христиан-ассирийцев принять ислам или платить налог на веру, пообещав казнить отказавшихся выполнить их требования.
Это привело к тому, что все ассирийцы-христиане были вынуждены бежать из Мосула.
Также боевики ИГ помечали дома, в которых проживали христиане, буквой нун (араб. ن‎), первой буквой арабского слова насара (араб. نصارى‎ — христиане).

#### Монастырь Мар Бехнама
После захвата монастыря Мар Бехнама, боевики ИГ изгнали из него всех монахов.

### Падение Найнавы
В результате наступления в Найнаве ИГ удалось захватить города Бахдида, Барталла, Телль-Кайф и Карамлеш, значительную часть населения которых составляли ассирийцы, вынудив их бежать. Более 100 тысяч иракских христиан были вынуждены бежать, бросив своё имущество.

### Наступление в Хасеке
23 февраля 2015 года после неудачной попытки прорыва к турецкой границе боевики ИГ устроили резню ассирийцев, проживавших в провинции Хасеке. Были убиты десятки человек, сотни людей были вынуждены бежать в районы, не контролируемые ИГ. Боевики сожгли местную христианскую церковь, разрушили дома ассирийцев.

## Реакция
2-3 августа 2014 года тысячи представителей ассирийской диаспоры провели акции протеста против преследования их соплеменников в Ираке и Сирии и потребовали вмешательства ООН.